# Hans Kuhn (Politiker, 1912)
Hans Kuhn (* 15. März 1912; † 19. Mai 1996) war ein deutscher Kommunalpolitiker (CDU) und von 1960 bis 1977 hauptamtlicher Bürgermeister bzw. Oberbürgermeister der Kreisstadt Homburg.

## Werdegang
Kuhn wurde 1960 vom Homburger Stadtrat zum hauptamtlichen Bürgermeister der Stadt Homburg gewählt. Aufgrund der Gebiets- und Verwaltungsreform von 1974 wird die Stadt seit 1974 von einem Oberbürgermeister geführt, daher trug Kuhn von 1974 bis 1977 diesen Titel.
1977 wurde Kuhn zum Ehrenbürger der Universität des Saarlandes ernannt. Am 19. Februar 1982 wurde ihm als erstem Ausgezeichneten die Bürgermedaille der Stadt Homburg verliehen.